# Dimophora capillata
Dimophora capillata là một loài tò vò trong họ Ichneumonidae.